# Джоузеф Търнър
Джоузеф Малорд Уилям Търнър (на английски: Joseph Mallord William Turner) е английски художник-живописец, представител на романтизма. Известен с морските си пейзажи с меки, потъващи в мъгла нюансирани цветове и светлинни ефекти. По-късните му колоритни търсения предхождат живописта на френския импресионизъм. Оставил е след себе си повече от 550 маслени платна, 2 хиляди акварела и 30 хиляди рисунки върху хартия.

## Биография
Младият Търнър е изпратен през 1785 г. при своя чичо в Брентфорд, малко градче западно от Лондон, на брега на Темза. Там той за пръв път проявява интерес към рисуването. Година по-късно отива на училище в Маргейт, на изток от Лондон близо до естуара на Темза. По това време създава много картини, които баща му излага на витрината на магазина си.
Приет е в Кралската академия на изкуството, когато е само 15-годишен. Отначало показва силен интерес към архитектурата, но е посъветван да се придържа към рисуването от архитекта Томас Хардуик (младши). Сър Джошуа Рейнолдс, президентът на Кралската академия по онова време, оглавява заседателният съвет, който го приема. Негов акварел е приет за лятната изложба 1790 г., само година след като е приет. Показва първата си маслена картина през 1796 г. В останалата част на живота си редовно излага картини в Академията.
Пътува доста из Европа, започвайки от Франция и Швейцария през 1802 г. рисува в Лувъра, Париж през същата година. Той пътува няколко пъти до Венеция по време на живота си.
Никога не се жени, въпреки че има любовница, Сара Денби, която му ражда две дъщери.
С напредване на възрастта Търнър става по-ексцентричен. Той има само няколко близки приятели. Баща му, който живее с него тридесет години, работи като негов асистент в ателието.
Баща му умира през 1829 г., което има дълбок ефект върху Търнър, и оттогава той изпада в дълбока депресия.

## Творчество и стил
Търнър е известен като „художник на светлината“.
Прочут със своите маслени картини, Търнър е смятан за един от най-добрите акварелисти.
Талантът на Търнър е оценен рано в неговия живот, ставайки академик по изобразително изкуство на 23-годишна възраст. Финансовата му независимост му позволява да въведе новости и създаде картини, които учудват много хора.
Като повечето романтици, внушителната сила на природата е постоянен мотив в работите на Търнър. Той се фокусира върху буйната сила на морето.
С неговите първи работи, като „Абатството на Тинтерн“ (1795) и „Венеция: Св. Джорджо Маджоре“ (1819), остава верен на традициите на английския пейзаж. В „Ханибал, преминаващ Алпите“ (1812) неговото ударение на разрушителната енергия на природата идва на дневен ред. Търнър усъвършенства своята техника, за да развива темите през годините. Неговият отличителен стил на рисуване, да използва техниката на акварела, но с маслени бои, създава лекота, гладкост и ефекти на преливане в неговите картини.
През късните си години Търнър използва маслените бои все по-малко. Заедно с Констабъл оформят лицето на английската живопис. Двамата са много популярни и във Франция. Импресионистите внимателно изучават работите им, въпреки че те започват да губят популярност. В модерното изкуство поддръжниците на абстрактното изкуство са също повлияни от Търнър.

## Галерия
- Клеър Хол и западния край на параклиса на Кингс Колидж, Кеймбридж, 1793
- Вълноломът на Кале, 1801
- Холандски лодки в Гейл, 1801
- Корабокрушение на търговски съд, ок. 1810
- Раби Кесъл, седалище на ърла на Дарлингтън, 1817
- Италиански пейзаж с мост и кула, ок. 1827
- Доставка, ок. 1828-30
- Нант, видян от остров Фейдо, ок. 1829-30
- Догарящ кораб, ок. 1830
- Долината на Аоста: снежна буря, лавина и гръмотевична буря, 1836-37
- Платото Рам, Люксембург, видяно от долината на Алзета, ок. 1839
- Снежна буря: параход в устието на залива, ок. 1842
- Вечерта на потопа, ок. 1843
- Дъжд, пара и скорост - Голямата западна железница, 1844
- Китоловци, ок. 1845